# 圣普列斯特 (阿尔代什省)
圣普列斯特（法語：Saint-Priest，法語發音：[sɛ̃ pʁi(jɛst)]）是法国阿尔代什省的一个市镇，属于普里瓦区。

## 地理
圣普列斯特（44°42'59"N, 4°32'47"E）面积19.15 平方千米，位于法国奥弗涅-罗讷-阿尔卑斯大区阿尔代什省，该省份为法国东南部内陆省份，北起顺时针与卢瓦尔省、伊泽尔省、德龙省、沃克吕兹省、加尔省、洛泽尔省和上盧瓦爾省接壤。
与圣普列斯特接壤的市镇（或旧市镇、城区）包括：弗雷瑟内、古尔东、普谢尔、普里瓦、圣艾蒂安德布洛涅、圣洛朗苏夸龙、韦拉。

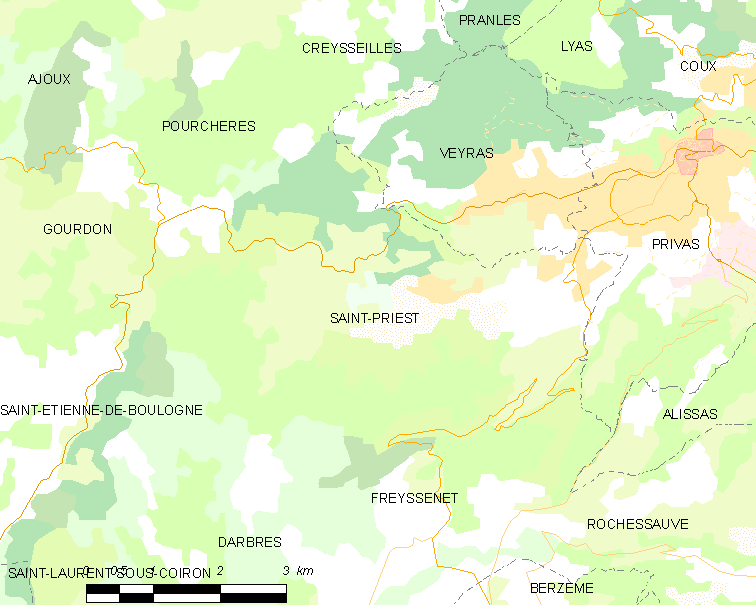
的OSM定位图

圣普列斯特的时区为UTC+01:00、UTC+02:00（夏令时）。

## 行政
圣普列斯特的邮政编码为07000，INSEE市镇编码为07288。

## 政治
圣普列斯特所属的省级选区为普里瓦县。

## 人口

1962-2008年间人口变化图示

圣普列斯特于2022年1月1日时的人口数量为1337人。